# Bělohorská (Praha)

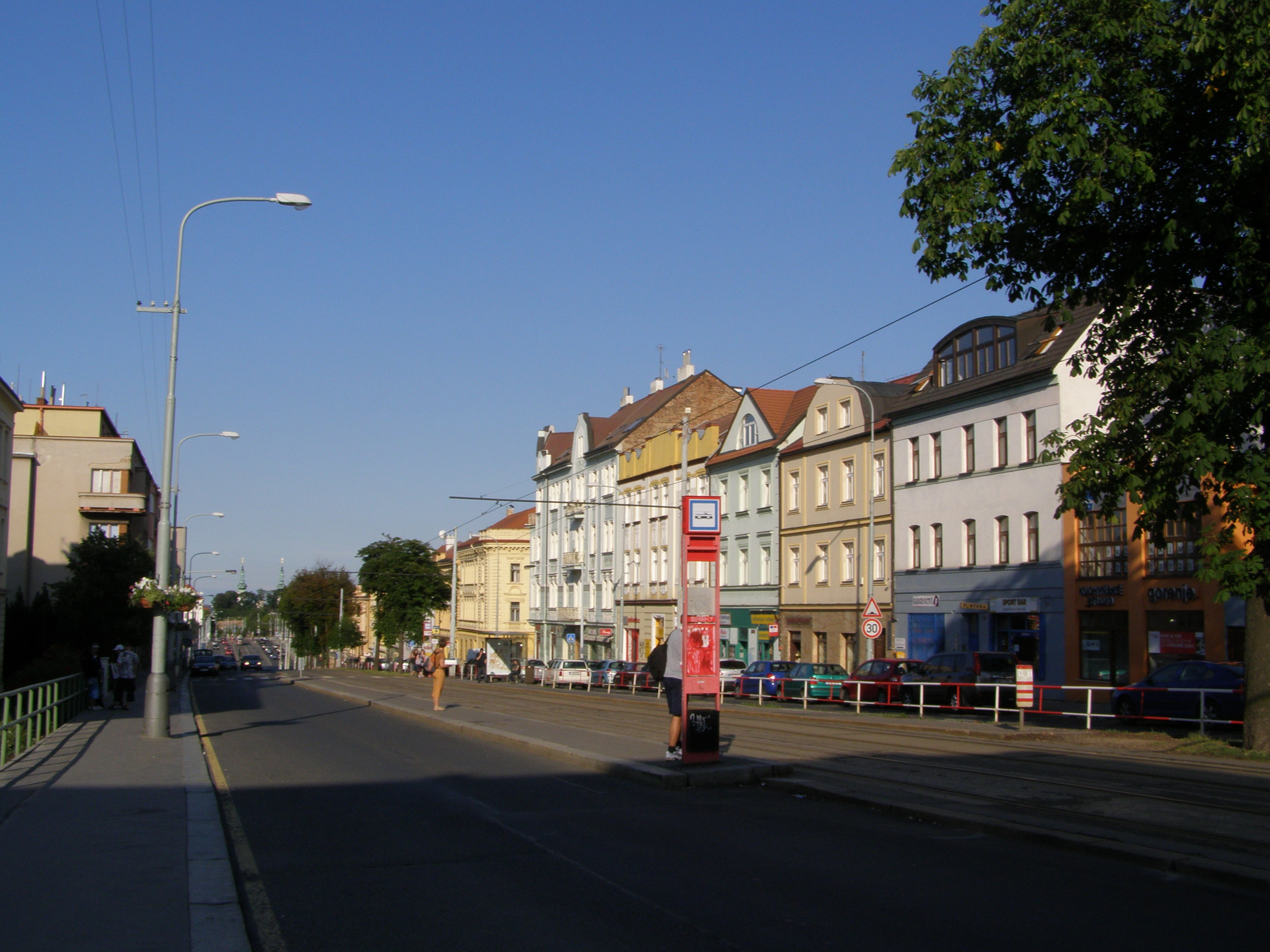
Ulice v městské zástavbě Břevnova, pohled směrem ke Strahovu

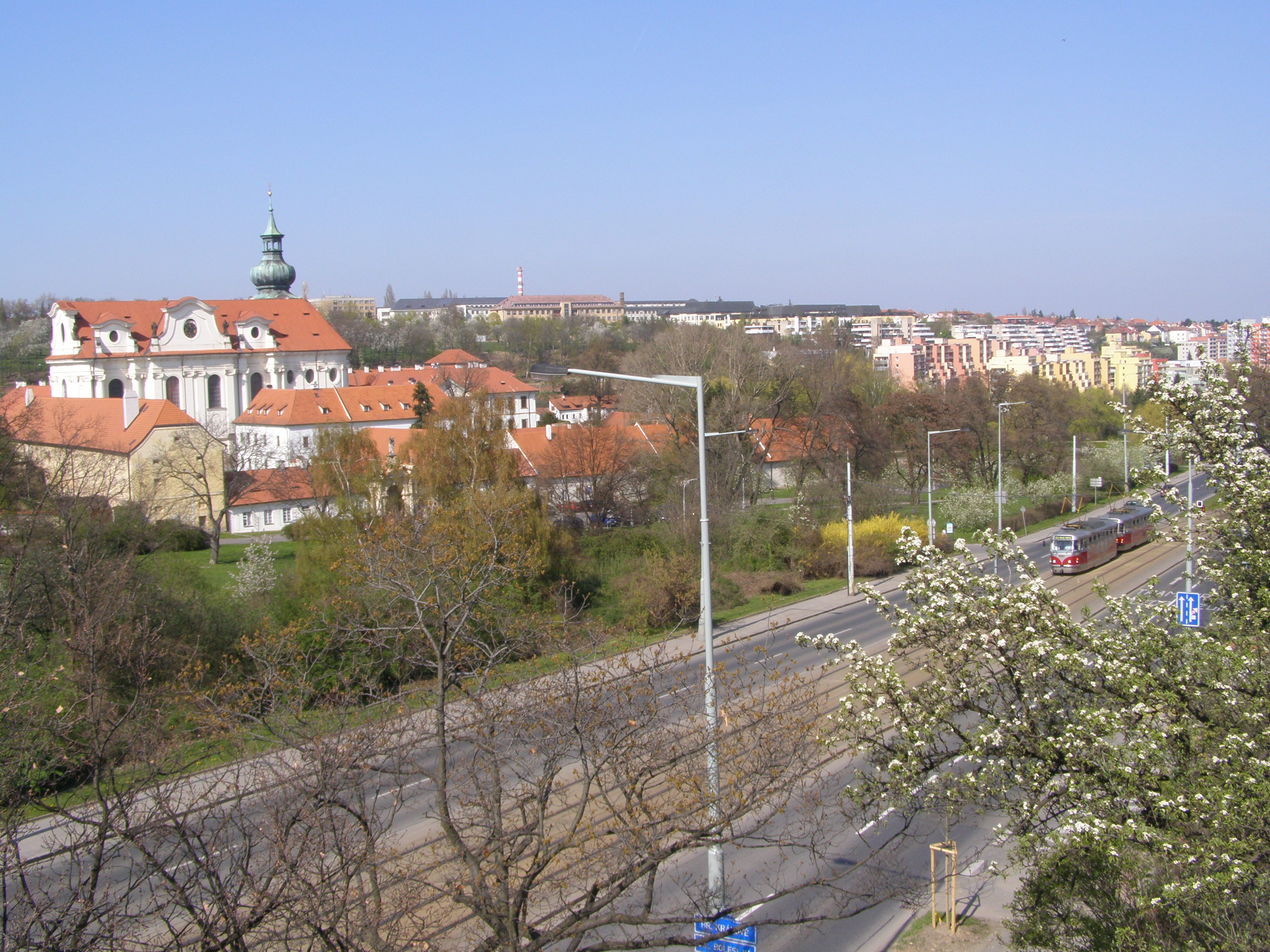
Ulice poblíž Břevnovského kláštera

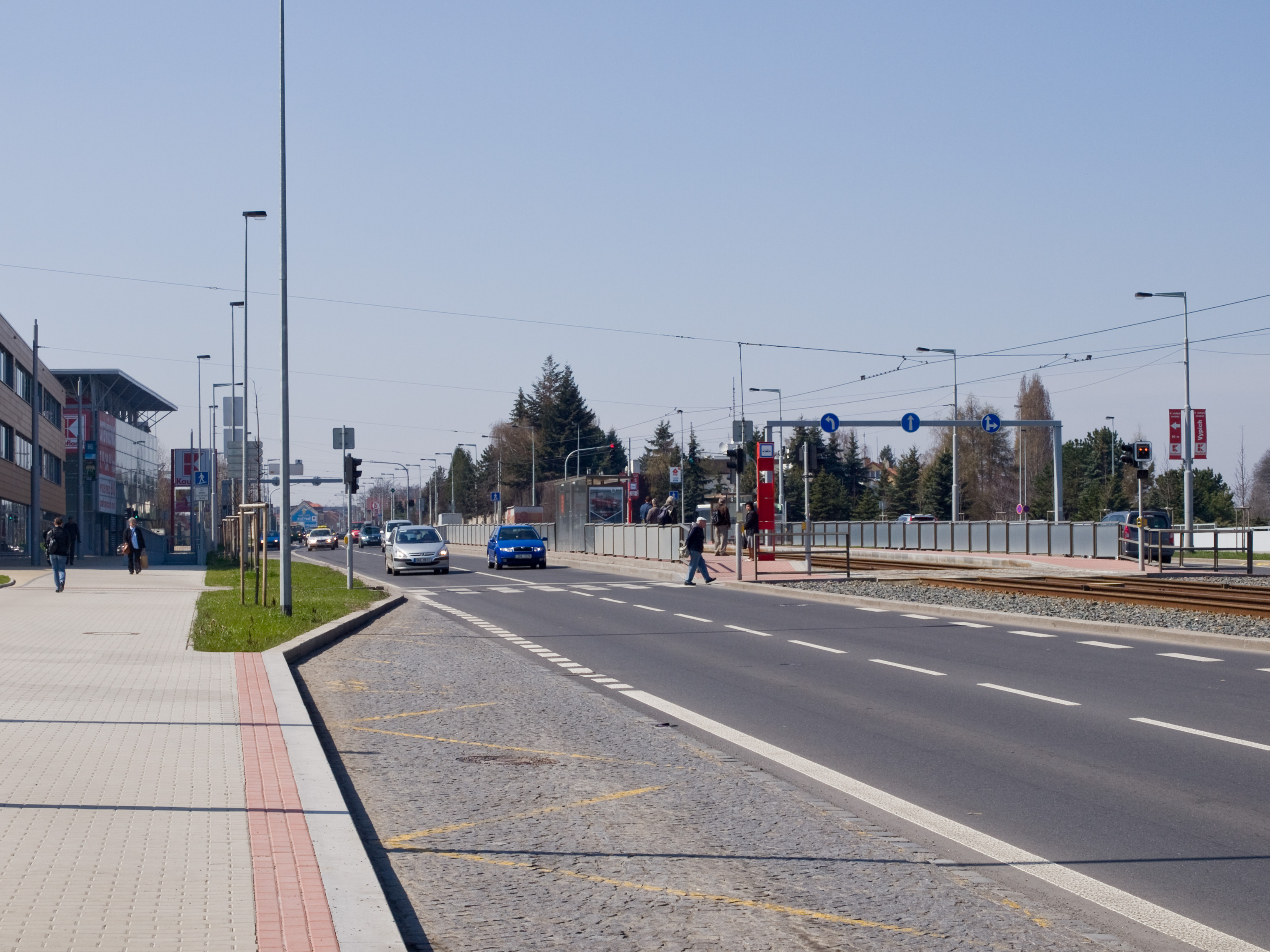
Pohled na ulici poblíž Obory Hvězda, směrem od Vypichu k Bílé Hoře

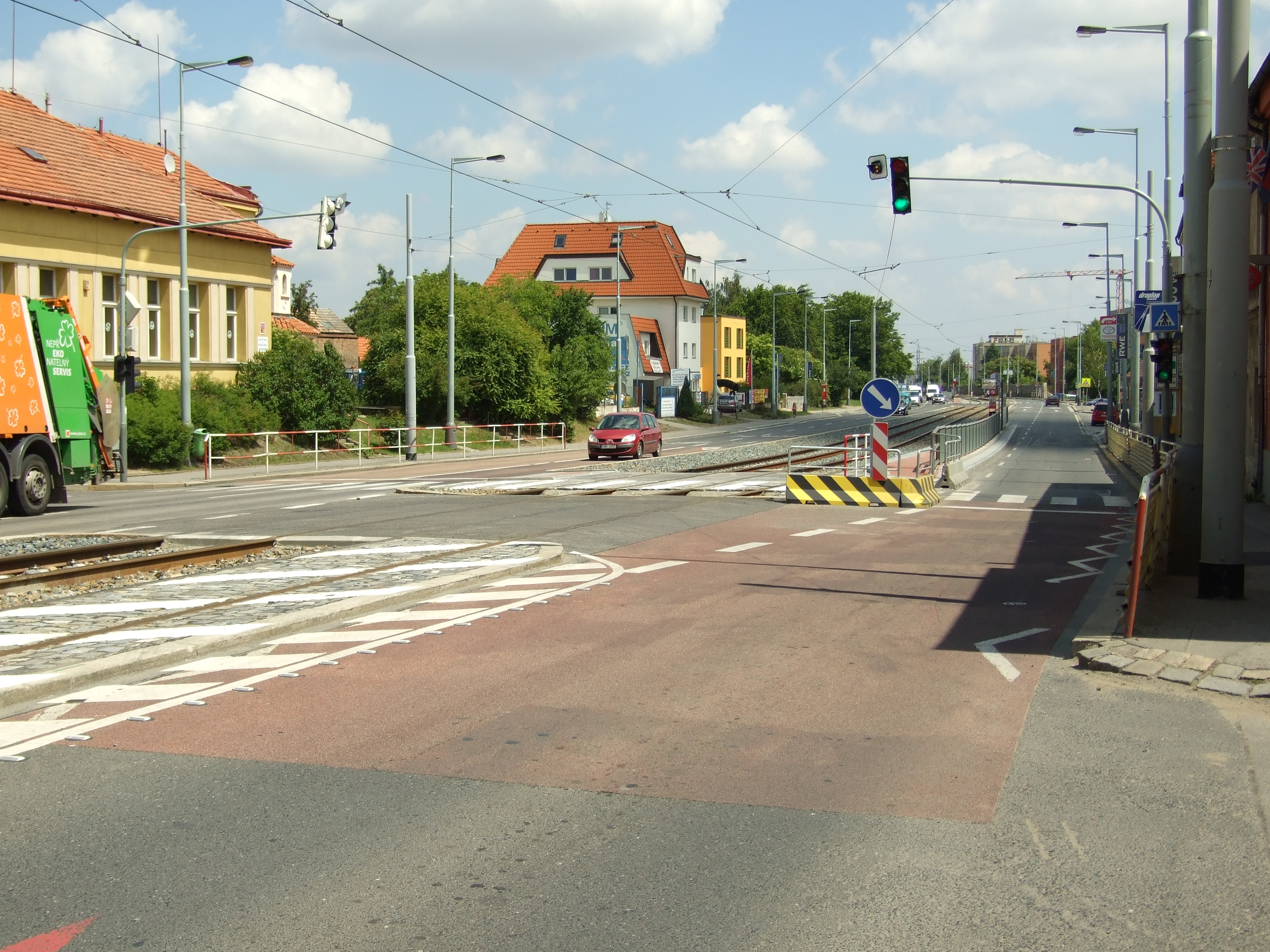
Ulice v oblasti Malého Břevnova, pohled směrem k Vypichu na východ

Bělohorská je ulice v Praze. Nachází se na Praze 6 a prochází napříč celým katastrálním územím Břevnova a částí Střešovic. Prochází přibližně východozápadním směrem v délce cca 4480 metrů. Tvoří spojnici Malovanky (a nepřímo tak Hradčan) s Bílou Horou.

## Trasa ulice
Začíná na východě křižovatkou s ulicemi Myslbekova a Dlabačov, v místě, kde stávala Strahovská brána, jinak též zvaná Říšská. V této své dolní části až po křižovatku s Patočkovou ulicí má spíše charakter místní obslužné komunikace v husté zástavbě. V křižovatce s Patočkovou ulicí, poblíž Břevnovského kláštera, se k ní připojuje frekventovaný radiální směr silniční dopravy, který dále Bělohorskou pokračuje až k navazující Karlovarské. Ulice končí křižovatkou s ulicí Thurnova, odkud dále plynule pokračuje už jako ulice Karlovarská.
Po celé délce ulice vede tramvajová trať, a to ve zvýšeném tramvajovém pásu v ose komunikace, v dolním úseku rozšířeném ještě o zelený pás se stromořadím. Trať z Malovanky na Vypich byla zprovozněna 1. srpna 1928, prodloužení na Bílou Horu 17. října 1937.
Jednou ze zajímavých staveb v blízkosti ulice je i původní zájezdní hostinec U kaštanu, kde byla roku 1878 založena Českoslovanská sociálně demokratická strana.

## Historie a názvy
Pojmenování se váže k místu jejího směru, Bílé Hoře, a souvisí s opukovými lomy, které zde bývaly a svítily do dálky. Svůj název nese ulice od roku 1906, do té doby se jednalo se o silnici vedoucí směrem na Karlovy Vary a Cheb, nesoucí název Karlovarská. V období let 1940-1945 byla ulice nazývána Říšská silnice, jelikož spojovala Prahu se Třetí říší na západě.

## Významné budovy a místa
Ve směru od Malovanky k Bílé Hoře:
- Pohořelec
- Dlabačov
- Malovanka
- Hotel Pyramida
- Hostinec Na Marjánce
- Drinopol
- Hostinec U Kaštanu – Kulturní centrum Kaštan
- Galerie Nativ
- Muzeum a archiv populární hudby
- Břevnovský klášter
- Břevnovský hřbitov
- Ladronka
- Vypich
- Obora Hvězda
- Kaufland
- Malý Břevnov
- Bílá Hora